# Jan Zach
Jan Zach, także Johann (ochrzczony 13 listopada 1699 w Čelákovicach lub 26 listopada 1713 w Dehtárach, zm. 24 maja 1773 w Ellwangen) – czeski kompozytor i organista.

## Życiorys
Od 1724 roku przebywał w Pradze, gdzie grał jako skrzypek i organista w kościołach św. Gawła i św. Marcina. Prawdopodobnie uczył się kompozycji i gry na organach u Bohuslava Matěja Černohorskiego. W 1737 roku bezskutecznie ubiegał się o posadę organisty w katedrze św. Wita. Przed 1745 rokiem opuścił Pragę, przebywał w Augsburgu. Od 1745 roku był kapelmistrzem na dworze elektorskim w Moguncji. Napisaną przez niego mszę wykonano podczas uroczystości koronacji cesarskiej Franciszka I we Frankfurcie nad Menem w 1745 roku. W 1746 roku odbył podróż do Czech, a w 1747 roku do Włoch. Ze względu na konfliktowy charakter został w 1750 roku zawieszony w obowiązkach na dworze w Moguncji, a w 1756 roku zwolniony. W następnych latach zarabiał na życie podróżując z koncertami jako skrzypek i klawikordzista, a także dyrygent i nauczyciel. Odwiedził m.in. Koblencję, Kilonię, Darmstadt, Dillingen, Würzburg i Wallerstein. Wielokrotnie gościł w klasztorze Stams. W latach 1771–1772 ponownie przebywał we Włoszech. Został pochowany w kościele św. Wolfganga w Ellwangen.

## Twórczość
Twórczość Zacha reprezentuje styl galant, należy do okresu przejściowego między barokiem a klasycyzmem. Kontynuował dorobek Bohuslava Matěja Černohorskiego, sięgając do czeskich tańców i melodii ludowych. Tworzył wokalno-instrumentalną muzykę religijną, w której obok tradycyjnej polifonii sięgał po dorobek szkoły weneckiej i szkoły neapolitańskiej, a także utwory instrumentalne (solowe i zespołowe), noszące cechy wczesnoklasyczne. Skomponował m.in. 26 mszy, 3 requiem, 4 motety, 2 offertoria, około 20 hymnów i psalmów, 9 nieszporów, 8 arii, 48 symfonii, 6 partit, 10 koncertów (na flet, klawesyn, obój i wiolonczelę), 3 sonaty triowe, 6 sonat skrzypcowych, szereg utworów na organy lub instrument klawiszowy.